# Nannofossile
Les nannofossiles, ou nanofossiles (du grec nannos : nain), sont de très petits fossiles de taille inférieure à 50 μm (voir aussi nannoplancton). 